# Dit en martell
|  | No s'ha de confondre amb Dit del peu en martell. |

Un dit en martell és una lesió del tendó extensor en l'articulació de la falange distal. El resultat és la incapacitat d'estendre la punta del dit sense prémer-la per ajudar-la. Generalment va acompanyat de dolor i morats a la part posterior de l'articulació més llunyana del dit (articulació de la falange distal).
Un dit de mall sol donar com a resultat el plegat superior de la punta del dit. Típicament, això succeeix quan una pilota colpeja un dit estès i el bloqueja. Això causa l'avulsió del tendó (despreniment del tendó) o en el tendó arrenca una mica d'os. El diagnòstic generalment es basa en l'estudi dels símptomes comprovant-los per raigs X. Sense un tractament adequat es pot produir una deformitat permanent del dit.

## Diagnosi
La diagnosi generalment es basa en l'estudi dels símptomes, recolzat per Radiografies.

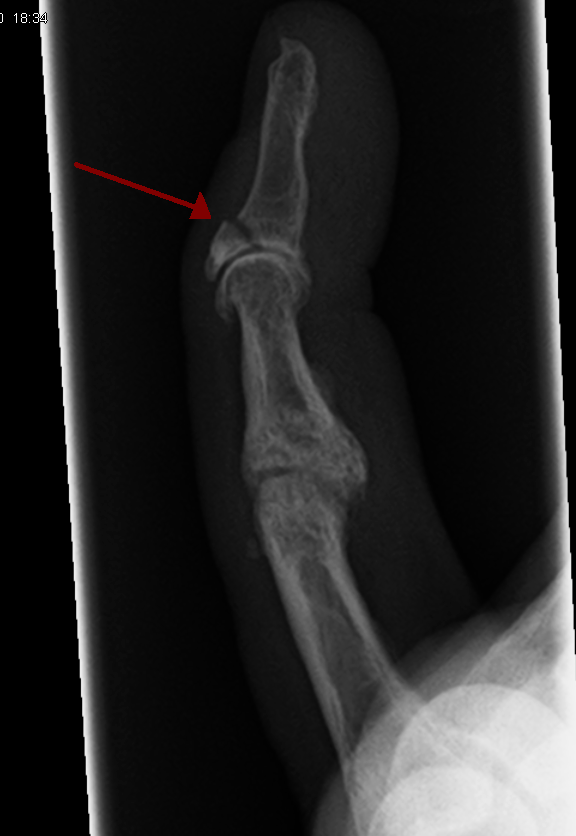
La radiografia que mostra fractura a la inserció del tendó extensor
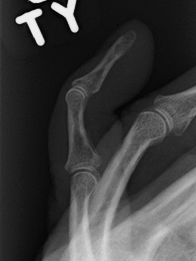
Un dit en martell sense una fractura associada

## Tractament
El tractament generalment es porta a terme amb una fèrula que sosté el dit contínuament durant 8 setmanes. Cal començar durant la primera setmana de la lesió. Si el dit està doblegat durant aquestes setmanes, la curació pot trigar més. Si un tros gran d'os s'ha trencat la cirurgia pot ser recomanable. Sense un tractament adequat es pot produir una deformitat permanent del dit.

La cirurgia generalment no millora els resultats, encara que pot ser obligatòria si el dit no es pot ajustar pressionant-lo o el trencament s'ha separat més del 30% de la superfície de la unió. Si el problema subsisteix, també es pot requerir una cirurgia al cap d'un temps. Una fractura oberta pot ser un altre motiu per aplicar la cirurgia, que haurà de posar el dit en una posició neutral i passar un cable perforant del DIP al PIP, forçant la immobilització.

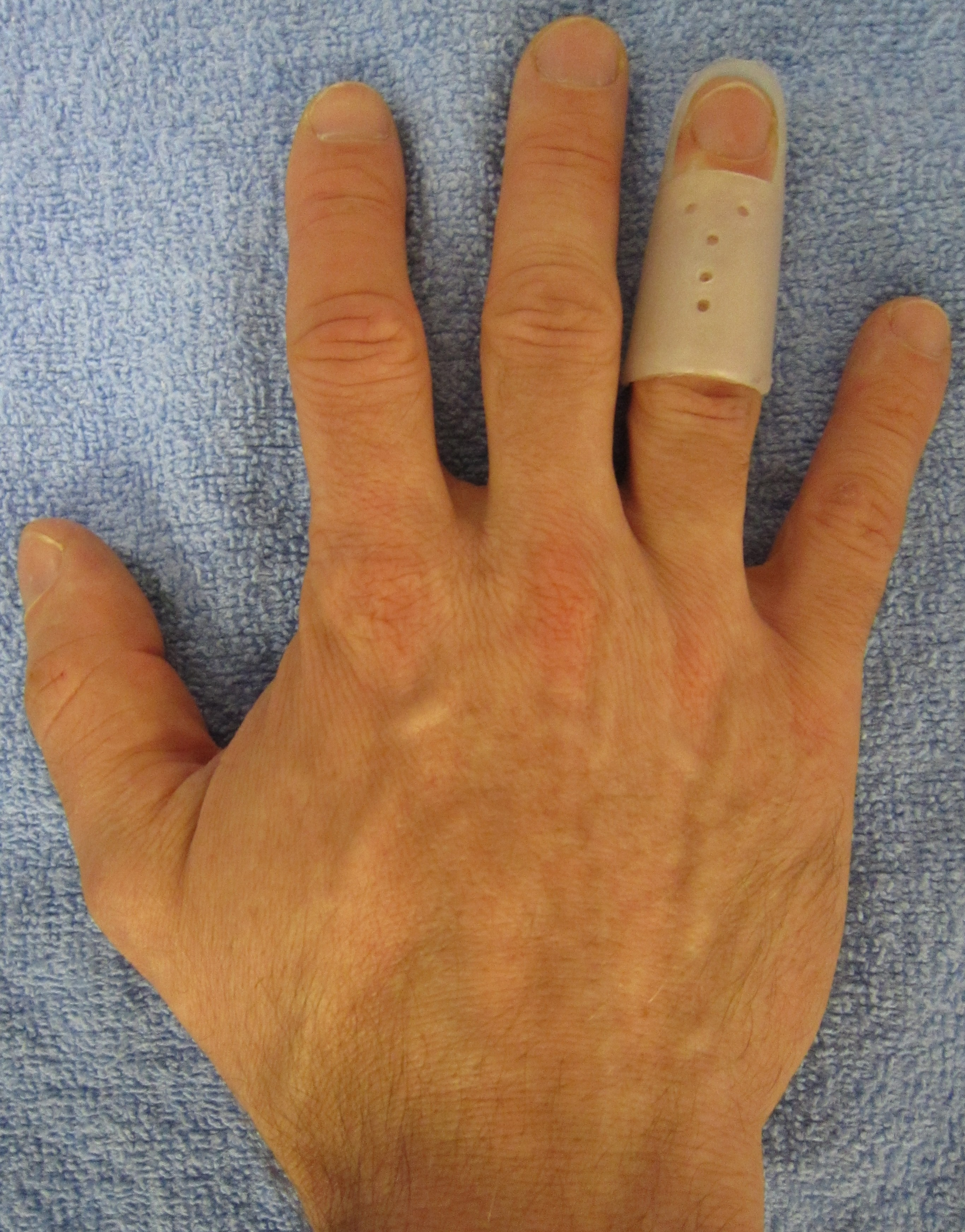
Un exemple d'una fèrula per al dit en martell .
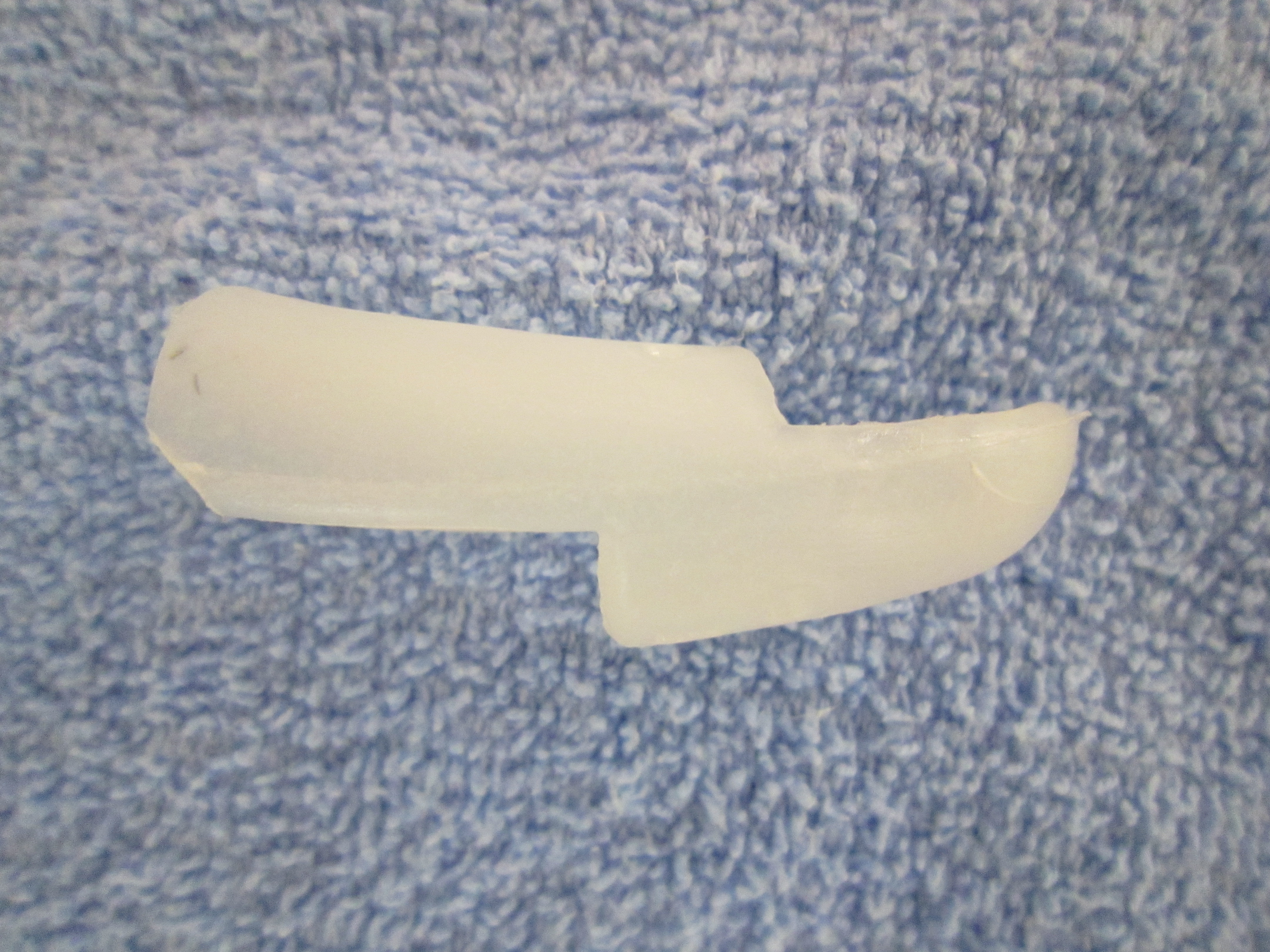
Vista lateral una fèrula per al dit en martell .